# Ніша (гірництво)
Ніша (англ. stable, stable-hole; нім. Nische f, Höhle f, Einbruch m, Stall m — заглиблення в очисному вибої або в стінці гірничої виробки, необхідне для початку очисного виймання, розташування бурових верстатів, скреперних лебідок, зберігання кріпильних та інших матеріалів, а також для монтажу комбайна у вибої (верхня і нижня ніші в лаві). Проходження ніші здійснюється, в основному, буропідривним способом, нішонарізними машинами, відбійними молотками. 
На кар'єрах ніші служать для розміщення напівстаціонарних дробарок і як укриття для людей.